# Saint-Aignan (Sarthe)
Saint-Aignan – miejscowość i gmina we Francji, w regionie Kraj Loary, w departamencie Sarthe.
Według danych na rok 1990 gminę zamieszkiwało 218 osób, a gęstość zaludnienia wynosiła 14 osób/km² (wśród 1504 gmin Kraju Loary Saint-Aignan plasuje się na 1045. miejscu pod względem liczby ludności, natomiast pod względem powierzchni na miejscu 753.).